# Torralba–Soria-vasútvonal
A Torralba–Soria-vasútvonal egy 93 km hosszúságú, egyvágányú, nem villamosított 1 668 mm nyomtávolságú  vasútvonal Torralba és Soria között Spanyolországban. Vonalszáma a 202-es.
Tulajdonosa az ADIF, a járatokat az RENFE üzemelteti.

## Története
A vasútvonalat 1868-ban tervezték és az építését 1869. március 31-én hagyták jóvá. Az 1870. július 2-i törvény tervében szerepel. A munka 4 évig tartott, és a vasút 1892. június 1-jén nyílt meg.
A Crédit Mobilier Français francia társaság leányvállalata, a Compañía de Ferrocarriles del Gran Central Español üzemeltette, de ez a társaság 1893-ban csődbe ment, mivel a Torralbában nem történt átrakodás, így a vasút szigetüzemként működött.
1904-ben Torralba del Moralban állomást építettek, így lehetségessé vált az átrakodás és az átszállás a Compañía de los Ferrocarriles de Madrid a Zaragoza y Alicante társaság vonalára.
1918-ban a spanyol kapitalisták, Duque del Infantado és Duque de Villamejor vették át az irányítást, és megalapították a Soria-Navarra Sociedad Anónima de Ferrocarriles társaságot. 1941-ben a RENFE vette át a vonalat.
A bezárás elkerülése érdekében a Junta de Castilla y León néha a hiány egy részét átvállalja, hogy megmaradjon az egyetlen olyan járat, amely Soriaból Madridba közlekedik.

## Forgalom
A vasútvonalon a Renfe 598 és 599 sorozatú dízelmotorvonatai közlekednek.